# ناثان جاوي
ناثان جاوي (بالإنجليزية: Nathan Jawai)‏ مواليد 10 أكتوبر 1986، هو لاعب كرة سلة أسترالي يلعب في ليغا أيه سي بي ويحمل الرقم 32. يبلغ طوله 6 قدم 10 بوصة (2.1 م).

## فرق لعب لها
- تورونتو رابتورز
- مينيسيوتا تيمبر وولفز

## روابط خارجية
- ناثان جاوي على موقع الاتحاد الدولي لكرة السلة (الإنجليزية)
- ناثان جاوي على موقع الدوري الأوروبي لكرة السلة (الإنجليزية)
- ناثان جاوي على موقع إن بي أي (الإنجليزية)
- ناثان جاوي على موقع سبورتس رفرنس (الإنجليزية)
- ناثان جاوي على موقع الدوري الإسباني لكرة السلة (الإسبانية)
- ناثان جاوي على موقع كرة السلة الأوروبية.كوم (الإنجليزية)
- ناثان جاوي على موقع ريلجم (الإنجليزية)
- ناثان جاوي على موقع بروبوليرز (الإنجليزية)
- ناثان جاوي على موقع سبورتس رفرنس (الإنجليزية)
- ناثان جاوي على موقع سبورتس رفرنس (الإنجليزية)